# HMS Hussar (1780)
HMS Hussar (1780) — 26-пушечный фрегат 6 ранга Королевского флота, исходно массачусетский 20-пушечный фрегат Protector. Четвёртый корабль Его величества, названный Hussar.

## Постройка
Построен в 1779 году, возможно на верфи John Peck в Бостоне. Тогда же приобретен флотом провинции Массачусетс.

## Служба
Участвовал в Американской революционной войне. 
1780 — 12 мая захвачен совместно HMS Roebuck и HMS Medea; взят в британскую службу; повышен до 26-пушечного.
1782 — введен в строй в Северной Америке, капитан Томас Макнамара Рассел (англ. Thomas Macnamara Russell). 
1783 — 22 января взял возле Чесапика французский фрегат Sibylle, номинально 32-пушечная, к моменту боя Sibylle была повреждена штормом и несла только 20 пушек.
6 января французский фрегат Sibylle, капитан Керигару́ (фр. Kergarou), ранее при Сан-Доминго ушедший от HMS Magicienne и HMS Cyclops, сбив мачты первого, попал в шторм и потерял собственные мачты. Hussar обнаружил его 22 января на подходе к Чесапику и вынудил к бою. Поблизости находились также HMS Centurion (50) и HMS Harrier (18).
Бой был совершенно неравный: Sibylle шла под временным рангоутом, сбросив 12 пушек за борт. Она пыталась уйти, изображая себя терпящей бедствие, и несла британский флаг над французским, но когда Hussar приблизился, дала залп и пыталась взять его на абордаж. Получив пробоину от ядра ниже ватерлинии, Sibylle была вынуждена спустить флаг.
Поскольку попытку абордажа француз сделал, неся сигнал бедствия, она была сочтена недопустимой даже как военная хитрость. В результате капитан Керигару, чьё поведение до этого было более чем достойно, оказался в карцере, а его шпага была церемониально сломана перед строем.
3 июня Hussar пришёл в Дептфорд; в июле выведен в резерв и рассчитан.
Продан там же, 14 августа 1783 года.